# Réserve de biodiversité des Caribous-de-Val-d'Or
La réserve de biodiversité des Caribous-de-Val-d'Or est une réserve de biodiversité  de la province de Québec, au Canada. Elle a pour mission de protéger l'une des plus petites populations de Caribou des bois du Québec, avec seulement sept individus survivants en janvier 2020 et menacés d'extinction imminente. Elle est située au sud de Val-d'Or, à l'est de la Baie-Carrière et longeant la rivière des Outaouais.

## Historique
Déjà extrêmement menacées depuis des décennies par les exploitations forestière et minière qui morcellent leur territoire, les populations de caribous des bois sont passées d'une cinquantaine de bêtes dans les années 1980, à une vingtaine au début des années 2000, puis à dix-huit en 2016, et à seulement sept individus en janvier 2020. Divers plans sont à l'étude par le ministère des Forêts, de la Faune et des Parcs pour tenter de sauver la harde, l'un d'entre eux consistant à parquer les bêtes dans des enclos pour les préserver des prédateurs et espérer une croissance de leur population.